# Lorquin
Lorquin – miejscowość i gmina we Francji, w regionie Grand Est, w departamencie Mozela.
Według danych na rok 1990 gminę zamieszkiwało 1 350 osób, a gęstość zaludnienia wynosiła 154 osoby/km² (wśród 2335 gmin Lotaryngii Lorquin plasuje się na 295. miejscu pod względem liczby ludności, natomiast pod względem powierzchni na miejscu 685.).